# Naissance en 1949
Naissance
- 1945
- 1946
- 1947
- 1948
- 1949
- 1950
- 1951
- 1952
- 1953

Les naissances en 1949 concernent les personnalités nées entre le 1er janvier et le 31 décembre 1949.

## Janvier
- 1er janvier : 
  - Richard Adjaho, homme politique béninois († 18 décembre 2009).
  - Max Azria, styliste franco-tunisien († 6 mai 2019).
  - Lemanu Peleti Mauga, Homme politique des Samoa Americaine.
- 2 janvier :
  - Nikolai Pankin, nageur soviétique puis russe († 13 octobre 2018).
  - Jacques Salvator, homme politique français († 11 mars 2016).
- 5 janvier : Anne-Marie Lizin, femme politique belge († 17 octobre 2015).
- 6 janvier : Thierry Ardisson, animateur de télévision français († 14 juillet 2025).
- 7 janvier :
  - Chavo Guerrero, Sr., catcheur américain († 11 février 2017).
  - Robert Lavoie, acteur canadien († 3 décembre 2018).
  - Charles Pous, joueur de hockey sur gazon français († 29 juillet 2015).
- 8 janvier : 
  - Vassili Iline, handballeur soviétique († 21 septembre 2015).
  - Anne Schedeen, actrice américaine.
- 10 janvier : 
  - Walter Browne, grand maître du jeu d'échecs et joueur de poker américain et australien († 24 juin 2015).
  - George Foreman, boxeur américain († 21 mars 2025).
  - Milutin, prélat orthodoxe serbe  († 30 mars 2020).
- 11 janvier : Alain Duault, poète et musicologue français.
- 12 janvier :
  - Kentarō Haneda, pianiste, arrangeur et compositeur japonais († 2 juin 2007).
  - Haruki Murakami, écrivain japonais.
  - Andrzej Zaucha, saxophoniste, chanteur et acteur polonais († 10 octobre 1991).
- 13 janvier : Rakesh Sharma, premier spationaute indien.
- 14 janvier : Pierre Mailloux, psychiatre et animateur de radio québécois († 12 janvier 2024).
- 15 janvier : Dan Ar Braz, auteur-compositeur-interprète breton.
- 16 janvier : 
  - Andy Scott, ingénieur du son britannique.
  - Arezki Kouffi, footballeur algérien († 26 novembre 2021).
  - Barbara Balzerani, membre des Brigades rouges italiennes († 4 mars 2024).
- 17 janvier : 
  - Mick Taylor, guitariste britannique, membre des Rolling Stones de 1969 à 1974.
  - Dick Nanninga, footballeur néerlandais († 21 juillet 2015).
- 18 janvier :
  - Franz-Olivier Giesbert, journaliste français.
  - Philippe Starck, designer et architecte français.
- 19 janvier : Robert Palmer, chanteur britannique († 26 septembre 2003).
- 20 janvier :
  - Leyla Adamyan gynécologue obstétricienne géorgienne.
  - Ivan Stoyanov, footballeur international bulgare († 10 décembre 2017).
- 21 janvier : Françoise Magrangeas, lithographe et peintre française († 13 septembre 2011).
- 22 janvier : Dragan Malesevic Tapi, peintre yougoslave († 29 octobre 2002).
- 23 janvier :
  - Robert D. Cabana, astronaute américain.
  - Ahmed Rateb, acteur égyptien († 14 décembre 2016).
- 24 janvier : John Belushi, acteur, humoriste et chanteur américain († 5 mars 1982).
- 25 janvier : Seyoum Mesfin, homme politique éthiopien († 13 janvier 2021).
- 26 janvier : Jonathan Carroll, auteur.
- 28 janvier : Mike Moore, homme d'État néo-zélandais († 2 février 2020).

## Février
- 1er février :
  - Philippe Arnaud, homme politique français († 16 septembre 2018).
  - Michel Moyrand, homme politique français.
  - Bea Meulman, actrice néerlandaise († 6 juillet 2015).
- 2 février :
  - Armand Mikaelian, joueur de water-polo français († 21 mars 2015).
  - Bill Robinson, joueur de basket-ball canadien († 9 février 2020).
- 4 février :
  - Ludger Rémy, claveciniste allemand († 21 juin 2017).
  - Roger Tabra, poète et parolier français, auteur-compositeur-interprète de musique française († 11 mars 2016).
  - Abdelmadjid Sidi-Saïd, syndicaliste et homme politique algérien.
- 5 février : Catherine Castel, actrice pornographique française († 19 septembre 2018).
- 6 février : Rich Buckler, dessinateur, illustrateur et scénariste de comics américain] († 19 mai 2017).
- 7 février :
  - Alan Grant, scénariste de comics écossais († 21 juillet 2022).
  - Tatiana Sarytcheva, joueuse soviétique de volley-ball.
- 8 février : 
  - Jacques Moulin, écrivain français.
  - Niels Arestrup, acteur et réalisateur français († 1er décembre 2024).
- 9 février : Serge Sala, auteur-compositeur-interprète français († 5 avril 2023).
- 10 février : Maxime Le Forestier, chanteur français.
- 11 février :
  - Médoune Diallo, chanteur-auteur-compositeur sénégalais d'afro-salsa († 10 février 2018).
  - Synthia Saint James, illustratrice, écrivaine, conférencière et éducatrice américaine.
  -  Guy Cloutier : écrivain français
- 12 février : Stan Barets, traducteur, écrivain, critique et libraire français († 18 juillet 2017).
- 13 février : Frédéric Clément , écrivain.
- 14 février :
  - Stanley Greene, photojournaliste de guerre américain († 19 mai 2017).
  - Jordi Villacorta Garcia, joueur de rink hockey espagnol († 15 août 2018).
- 15 février :
  - Jean Demannez, homme politique belge († 1er décembre 2021).
  - Émile Wandelmer, chanteur français.
- 16 février : 
  - Michel Herr, pianiste de jazz belge.
  - Seiko Shimakage, joueuse japonaise de volley-ball.
- 18 février : 
  - Abdelghani Bousta, homme politique marocain († 21 septembre 1998).
  - Gary Ridgway, tueur en série américain.
- 20 février :
  - Jacques Teulet, peintre, graphiste et lithographe figuratif français († 16 janvier 2024).
  - Ivana Trump, personnalité mondaine et médiatique américaine d'origine tchécoslovaque († 14 juillet 2022).
- 21 février : 
  - Larry Drake, acteur américain († 17 mars 2016).
  - Ronnie Hellström, footballeur suédois († 6 février 2022).
- 22 février :
  - Cho Jung-kwon, poète coréen († 8 novembre 2017).
  - Niki Lauda, coureur automobile autrichien († 20 mai 2019).
  - Amin Maalouf, écrivain franco-libanais.
- 23 février :
  - Alain Carignon, homme politique français.
  - Jean-Michel Charpin, économiste français.
  - Ilora Finlay, femme politique britannique.
  - Marc Garneau, astronaute et homme politique canadien († 4 juin 2025).
  - Rémy Kolpa Kopoul, journaliste français († 3 mai 2015).
  - Bruno Saby, pilote automobile (rallye) français.
- 24 février : Mohamed Ghozzi, poète et critique littéraire tunisien († 18 janvier 2024).
- 25 février : Ric Flair, catcheur américain.

## Mars
- 1er mars : Martin Disler, peintre, sculpteur et écrivain suisse († 27 août 1996).
- 2 mars : 
  - Alain Chamfort, chanteur-compositeur français.
  - Naomi James, navigatrice en solitaire néo-zélandaise.
  - Francisco Robles Ortega, cardinal mexicain, archevêque de Monterrey.
- 3 mars :
  - Bonnie J. Dunbar, astronaute américaine.
  - Guy Mansfield, pair et avocat britannique.
  - James S. Voss, astronaute américain.
- 4 mars : 
  - Sergueï Bagapch, homme politique et homme d'affaires abkhaze († 29 mai 2011).
  - Francisco Ruiz Miguel, matador espagnol.
  - Karel Loprais, pilote automobile tchèque de rallyes († 30 décembre 2021).
  - Patrick Nordmann, animateur de radio suisse († 20 août 2022).
- 5 mars : 
  - Soibahadine Ibrahim Ramadani, homme politique français.
  - Talgat Nigmatulin, acteur de soviétique († 11 février 1985).
  - Bernard Arnault, homme d'affaires français.
- 6 mars : Joseph Mécène Jean-Louis, homme politique Haïtien désigné président de transition en 2021.
- 7 mars : Cathy Bakewell, femme politique britannique.
- 8 mars : Antonello Venditti, chanteur italien.
- 9 mars : Henry-Jean Servat, écrivain et journaliste français.
- 10 mars : Rinto Harahap, chanteur, compositeur et producteur indonésien († 9 février 2015).
- 11 mars :
  - Hamid Remas, metteur en scène et comédien algérien († 25 novembre 2016).
  - Suhaila Seddiqi, femme politique afghane († 4 décembre 2020).
- 15 mars : Michel Angot, indianiste et écrivain français († 8 avril 2024).
- 16 mars :
  - Heriberto Correa, footballeur paraguayen († 24 janvier 2017).
  - Jane Haist, athlète canadienne spécialiste du lancer du poids et du lancer du disque († 21 mai 2022).
  - Joseph Pilato, acteur américain († 24 mars 2019).
- 17 mars :
  - Patrick Duffy, acteur américain.
  - Daniel Lavoie, chanteur canadien.
  - Gérard Streiff, écrivain français
- 18 mars : Gilles Calamand, écrivain, français
- 20 mars : Josip Bozanić, cardinal croate, archevêque de Zagreb.
- 21 mars : 
  - Eddie Money, chanteur américain († 13 septembre 2019).
  - Almerindo Jaka Jamba, homme politique et historien angolais († 1er avril 2018).
- 22 mars : Fanny Ardant, actrice française.
- 23 mars : Richard Nowacki, footballeur français († 12 septembre 1977).
- 24 mars : Ranil Wickremesinghe, homme politique sri-lankais.
- 25 mars : 
  - Robert Prechter, économiste et écrivain américain.
  - Philippe de Villiers, homme politique français.
  - Jean Potvin, joueur professionnel de hockey sur glace canadien († 15 mars 2022).
  - Margaret Wheeler, femme politique britannique.
- 28 mars : Khadija Ben Arfa, actrice tunisienne († 9 mars 2017).
- 29 mars :
  - Kayahan, auteur-compositeur-interprète turc († 3 avril 2015).
  - Pauline Marois, première ministre du Québec.
- 31 mars : Michel Lamart , écrivain français

## Avril
- 1er avril : 
  - Dominique Collignon-Maurin, acteur et directeur artistique français († 4 août 2025).
  - Terry Caffery, joueur de hockey sur glace canadien († 3 août 2022).
- 4 avril : Bruno Mégret, homme politique français.
- 5 avril :
  - Jean Dufour, homme politique français († 15 mars 2020).
  - Judith A. Resnik, astronaute américaine († 28 janvier 1986).
- 6 avril :
  - Serge Besnard, footballeur français († 27 août 2002).
  - Patrick Hernandez, auteur-compositeur-interprète français.
  - Horst Störmer, physicien allemand prix Nobel de physique 1998.
- 7 avril :
  - Fernando Llort, peintre, graveur et céramiste salvadorien († 10 août 2018).
  - Zygmunt Zimowski, archevêque catholique polonais († 13 juillet 2016).
- 8 avril :
  - Claudette Bradshaw, femme politique canadienne († 26 mars 2022).
  - Alex Fergusson, homme politique britannique († 31 juillet 2018).
- 10 avril : Diarra Afoussatou Thiero, femme politique malienne.
- 11 avril : Serge Barrientos, footballeur français († 16 juillet 2009).
- 12 avril : Pravin Gordhan, homme politique sud-africain († 13 septembre 2024).
- 13 avril : 
  - Jean-Jacques Favier, spationaute français († 19 mars 2023).
  - Cia Löwgren, actrice suédoise.
- 14 avril : Percy Mockler, homme politique et sénateur canadien.
- 15 avril : Alain Minc, dirigeant d'entreprise français.
- 16 avril : Melody Patterson, actrice américaine († 20 août 2015).
- 18 avril : Jean-Michel Thibaux, écrivain franco-turc († 16 mars 2015).
- 19 avril : 
  - Larry Walters, conducteur de poids lourds américain, connu pour son vol sur une chaise de jardin à 4 600 mètres d’altitude († 6 octobre 1993).
  - Patrick Buisson, journaliste français († 26 décembre 2023).
- 20 avril : 
  - Massimo D'Alema, journaliste et  homme d'État italien, président du Conseil des ministres de 1998 à 2000.
  - Toller Cranston, patineur artistique canadien († 24 janvier 2015).
  - Bernard Quilfen, cycliste sur route et directeur sportif français († 29 janvier 2022).
- 22 avril :
  - Richard Murunga, boxeur kényan († 26 octobre 2018).
  - Jacques Poustis, artiste polyvalent français résident à la Réunion d'origine arcachonnaise († 24 avril 2022).
- 23 avril : John Miles, musicien britannique († 5 décembre 2021).
- 24 avril : Véronique Sanson, chanteuse, auteur-compositeur française.
- 25 avril :
  - Michael Brown, musicien américain († 19 mars 2015).
  - Kré Mbaye, peintre sénégalais († 21 octobre 2014).
  - Dominique Strauss-Kahn, économiste français.
- 26 avril : Tiémoko Meyliet Koné, homme politique ivoirien et vice-président de Côte d'Ivoire depuis 2022.
- 28 avril : Jay Apt, astronaute américain.
- 29 avril : Haroun Kabadi, homme politique tchadien.
- 30 avril : 
  - António Guterres, homme d'État portugais, secrétaire général des Nations unies depuis 2017.
  - Hervé Carn , Écrivain français

## Mai
- 2 mai : Lubna Agha, peintre pakistanaise († 6 mai 2012).
- 3 mai :
  - Paul Delorey, joueur de curling et homme politique canadien († 1er janvier 2021).
  - Albert Sacco, Jr., astronaute américain.
  - Hank Williams, Jr., chanteur country américain.
- 5 mai : Étienne Chicot,  acteur de cinéma et de théâtre, compositeur, scénariste et chanteur français († 7 août 2018).
- 6 mai : 
  - David C. Leestma, astronaute américain.
  - Diane Ablonczy, femme politique canadienne.
- 7 mai : Vlastimil Moravec, coureur cycliste tchécoslovaque († 15 avril 1986).
- 10 mai : Hans Reichel, guitariste, créateur d'instruments (daxophone) et typographe allemand († 22 novembre 2011).
- 12 mai : Raimund Hoghe, journaliste et chorégraphe allemand († 14 mai 2021).
- 13 mai : Alain Briaux, écrivain français
- 15 mai :
  - Frank L. Culbertson, Jr., astronaute américain.
  - Jean-François Hory, homme politique français († 28 décembre 2017).
- 16 mai : Nicole Rieu, chanteuse, auteur compositeur française.
- 17 mai : Francine Buchi, journaliste française.
- 18 mai :
  - Joseph Cistone, prélat américain († 16 octobre 2018).
  - Chris Seydou, grand couturier malien († 4 mars 1994).
- 19 mai : 
  - Dusty Hill, bassiste et chanteur américain († 28 juillet 2021).
  - Ashraf Ghani, homme politique afghan.
- 20 mai : Dave Thomas, acteur et réalisateur.
- 21 mai :
  - Arno, chanteur belge († 23 avril 2022).
  - Guy Badeaux dit Bado, caricaturiste québécois.
- 22 mai : Vance Amory, homme politique christophien († 2 avril 2022).
- 23 mai : 
  - Daniel DiNardo, cardinal américain, archevêque de Galveston-Houston.
  - Alan García, homme d'État péruvien († 17 avril 2019).
- 25 mai :
  - Martine Meirhaeghe, actrice française de doublage († 28 juillet 2016).
  - Jean Bojko, metteur en scène, poète et réalisateur français († 20 février 2018).
  - Umberto Menin, artiste contemporain italien.
- 27 mai : Jo Ann Harris, actrice américaine.
- 28 mai : Jacques Rosay, chef pilote d'essai français du constructeur Airbus († 12 juin 2015).
- 31 mai : Thibaut de Reimpré, peintre français († 7 février 2023).

## Juin
- 1er juin : 
  - Irena Degutienė, femme politique, premier ministre de la Lituanie.
  - Déwé Gorodey, femme politique indépendantiste et écrivaine kanak de Nouvelle-Calédonie († 14 août 2022).
  - Jean Rouzaud, écrivain français.
- 2 juin : Heather Couper, astronome britannique († 19 février 2020).
- 3 juin : Philippe Djian, écrivain français
- 4 juin : Kikoka Gaytoni Toni, homme politique de la République démocratique du Congo.
- 5 juin : Jean-Marie Cambacérès, homme politique français.
- 6 juin : Chantal Pelletier, écrivaine française
- 7 juin : Jean Dufaux, écrivain français
- 10 juin :
  - Kevin Corcoran, réalisateur, producteur et ancien enfant acteur américain († 6 octobre 2015).
  - Claude Jeancolas, écrivain, historien d’art et journaliste français († 10 février 2016).
  - Sylviane Roche écrivaine suisse
- 11 juin :
  - Frank Beard, musicien américain, batteur du groupe ZZ Top.
  - Manolo Cortés, matador espagnol († 25 mars 2017).
  - Ingrid Newkirk, militante pour les droits des animaux britannique, cofondatrice et présidente de PETA
  - Michel Potage, peintre français († 27 décembre 2020).
- 12 juin :
  - Iouri Batourine, cosmonaute russe.
  - John Wetton, auteur-compositeur-interprète et musicien britannique († 31 janvier 2017).
- 14 juin :
  - Jim Lea, guitariste britannique.
  - Bořek Šípek, architecte et designer tchèque († 13 février 2016).
  - Papa Wemba, chanteur, auteur-compositeur et acteur congolais († 24 avril 2016).
  - Alan White, batteur britannique († 26 mai 2022).
- 15 juin :
  - María Teresa Fernández de la Vega, femme politique espagnole, première vice-présidente du gouvernement en Espagne.
  - Jean Gayon, philosophe français († 28 avril 2018).
- 17 juin : Françoise Dorner, actrice française.
- 18 juin : Lech Kaczyński, homme politique polonais († 10 avril 2010).
- 19 juin : Gert Trinklein, footballeur allemand († 11 juillet 2017).
- 20 juin : 
  - Ken Boshcoff, homme politique canadien.
  - JP Géné, chroniqueur gastronomique français († 23 mars 2017).
  - Simone Gbagbo, femme politique, historienne et syndicaliste ivoirienne.
  - Lionel Richie, chanteur et musicien soul américain.
- 21 juin : Jane Urquhart, femme de lettres canadienne.
- 22 juin : 
  - Wayne Easter, homme politique canadien.
  - Meryl Streep, actrice américaine.
  - Lindsay Wagner, actrice américaine.
- 23 juin :
  - Alain Morisod, pianiste et compositeur suisse.
  - Sheila Noakes, femme politique britannique.
- 24 juin :
  - Lionel Godart, peintre abstrait français († 5 novembre 2020).
  - Robert Parry,  journaliste d'investigation américain († 27 janvier 2018).
- 25 juin :
  - Brigitte Bierlein, juriste et femme d'Etat autrichienne (†3 juin 2024).
  - Patrick Tambay, pilote automobile français de Formule 1 († 4 décembre 2022).
  - 27 juin : Rafael Chirbes, écrivain et critique littéraire espagnol († 15 août 2015).
  - Lynn Paula Russell, illustratrice britannique.
- 28 juin : 
  - Don Baylor, joueur, instructeur et gérant des Ligues majeures de baseball américain († 7 août 2017).
  - Amyas Morse, homme politique écossais.
- 29 juin : Greg Burson, acteur américain († 22 juillet 2008).
- 30 juin : Alain Finkielkraut, philosophe, écrivain, essayiste et producteur de radio français.

## Juillet
- 1er juillet :
  - Pablo Abraira, chanteur et auteur-compositeur espagnol.
  - Karma Chophel, homme politique tibétain († 29 janvier 2016).
  - Denis Dubourdieu, œnologue français († 25 juillet 2016).
  - Denis Johnson, écrivain américain († 24 mai 2017).
  - Venkaiah Naidu, home politique indien.
- 2 juillet :
  - Bernard-Pierre Donnadieu, Acteur français († 27 décembre 2010).
- 3 juillet :
  - Viktor Koupreïtchik, joueur d'échecs soviétique puis biélorusse († 22 mai 2017).
  - Roland Magdane, humoriste, chanteur et acteur français.
  - Aleksandr Salnikov, joueur soviétique puis ukrainien de basket-ball († 17 novembre 2017).
  - Jan Smithers, actrice américaine.
- 4 juillet :  Pascal Garnier, écrivain français († 5 mars 2010).
- 7 juillet :
  - Chico Freeman, saxophoniste de jazz américain.
  - Zyta Gilowska, économiste, universitaire et femme d'État polonaise († 5 avril 2016).
- 8 juillet : Bernard Benyamin, journaliste, producteur et animateur de télévision français.
- 9 juillet : 
  - Louise Dupré, poète et romancière québécoise.
  - Lejeune Mbella Mbella, homme politique et diplomate camerounais.
- 10 juillet : Greg Kihn, musicien, écrivain et animateur de radio américain († 13 août 2024).
- 12 juillet : Jean-Paul Marchandiau, peintre français († 18 janvier 2012).
- 13 juillet : Carole C. Noon, primatologue et anthropologue américaine († 2 mai 2009).
- 14 juillet : Alain Bellet, écrivain français
- 15 juillet : 
  - Régis Ghesquière, décathlonien belge († 22 avril 2015).
  - Mohammed ben Rachid Al Maktoum, politicien émirati et président des Émirats Arabes Unis depuis 2022.
- 17 juillet : Jacky Receveur, footballeur français († 29 mai 2016).
- 18 juillet : 
  - Jean-Luc Duez, artiste urbain français († 16 avril 2017).
  - Florence Cestac, écrivaine française
- 19 juillet : 
  - Duncan Henderson, producteur de cinéma américain († 21 juin 2022).
  - Kgalema Motlanthe, homme d'État sud-africain.
- 20 juillet : Jean-Louis Cohen, architecte français († 7 août 2023).
- 24 juillet : 
  - Michael Richards, acteur, scénariste et producteur américain.
  - Yves Duteil, chanteur et auteur-compositeur-interprète français.
- 25 juillet : Francis Smerecki, footballeur puis entraîneur français († 7 juin 2018).
- 26 juillet : 
  - William M. Shepherd, astronaute américain.
  - Roger Taylor, batteur du groupe Queen.
- 27 juillet :
  - Jaroslav Brabec, athlète tchécoslovaque puis tchèque, spécialiste du lancer du poids († 20 mai 2018).
  - Maury Chaykin, acteur canado-américain († 27 juillet 2010).
  - Jean-Louis Trévisse, peintre et sculpteur français († 12 décembre 1998).
- 28 juillet :
  - Simon Kirke, musicien britannique, batteur de Free et Bad Company.
  - Steve Peregrin Took, musicien britannique († 27 octobre 1980).
- 29 juillet : Leslie Easterbrook, actrice américaine.
- 30 juillet : William Hobbs, rameur d'aviron américain († 4 janvier 2020).
- 31 juillet : Valeriu Muravschi, homme politique moldave († 8 avril 2020).

## Août
- 1er août : 
  - Ketevan Losaberidze, archère et professeur de mathématiques soviétique, puis géorgienne († 23 janvier 2022).
  - José Luccioni, Acteur français († 2 juin 2022).
- 3 août : Bernard Grosfilley, skieur alpin français († 16 janvier 2020).
- 9 août : Markus Büchel, 9e Premier Ministre (Liechtenstein).
- 10 août : 
  - Caroline Silhol, actrice, scénariste et productrice française.
  - Jean-Jacques Girardot, écrivain français
- 11 août : Ibtihal Salem, nouvelliste, romancière et traductrice égyptienne († 15 août 2015).
- Olivier De Funès, acteur et pilote de ligne français
- 12 août : 
  - Julien Lepers, auteur-compositeur-interprète, animateur de télévision et animateur de radio français.
  - Mark Knopfler, guitariste et chanteur britannique.
  - Christiane Duchesne, écrivaine québécoise
- 13 août : Bobby Clarke, joueur et dirigeant de hockey sur glace canadien.
- 14 août : Rauhi Fattouh, homme politique palestinien.
- 15 août :
  - Richard Deacon, sculpteur britannique.
  - Josip Friščić, homme politique croate († 23 janvier 2016).
- 17 août :
  - Jean-Noël Augert, skieur français.
  - Henning Jensen, footballeur danois († 4 décembre 2017).
- 19 août : Pierre Tosi,  coureur cycliste français († 1er avril 2019).
- 22 août :
  - Jean-Jacques Béchio, homme politique ivoirien († 12 février 2018).
  - Ilunga Mwepu, footballeur congolais († 8 mai 2015).
- 24 août :
  - Anna Fisher, astronaute américaine.
  - Joe Regalbuto, acteur et réalisateur américain.
  - Stephen Paulus, compositeur américain († 19 octobre 2014).
- 25 août :
  - Salif Keïta, musicien et chanteur malien.
  - Lodi Gyari Rinpoché, homme politique tibétain († 29 octobre 2018).
  - Gene Simmons Bassiste et Chanteur et Acteur du groupe de musique Hard Rock Kiss
- 26 août : Boualem Sebaoune, footballeur algérien.
- 29 août : 
  - Igor et Grichka Bogdanoff, animateur de télévision et essayiste français, respectivement († 3 janvier 2022) et († 28 décembre 2021).
- 30 août : Don Boudria, homme politique canadien.
- 31 août : Richard Gere, acteur américain.

## Septembre
- 1er septembre : 
  - Fidel Castro Díaz-Balart, physicien nucléaire cubain († 1er février 2018).
  - Jeannie Berlin, actrice américaine.
  - Luminița Gheorghiu, actrice roumaine († 4 juillet 2021).
- 2 septembre :
  - Raymond Burki, dessinateur, dessinateur de presse, caricaturiste et illustrateur suisse († 29 décembre 2016).
  - Roger Collins, médiéviste anglais.
- 3 septembre :
  - Jean-Paul Chifflet, banquier français († 25 mai 2017).
  - Phil Edwards, coureur cycliste britannique († 24 avril 2017).
- 4 septembre : Michael McKevitt, homme politique irlandais († 2 janvier 2021).
- 6 septembre :
  - William Abitbol, homme politique français († 22 décembre 2016).
  - Carole-Marie Allard, femme politique canadienne provenant du Québec.
- 7 septembre : Jan Béghin, homme politique belge flamand († 4 mai 2022).
- 9 septembre :
  - Toni Bertorelli, acteur italien († 26 mai 2017).
  - Alain Mosconi, nageur français.
- 10 septembre :
  - Bill O'Reilly,  conservateur, animateur de télévision et polémiste américain.
  - Patrick Proisy, joueur de tennis français.
  - Nibia Sabalsagaray, éducatrice et militante uruguayenne († 29 juin 1974).
- 11 septembre : Jean-Claude Pertuzé, graphiste, illustrateur et auteur de bande dessinée français († 26 avril 2020).
- 12 septembre :
  - José Merino del Río, politologue, journaliste et homme politique costaricien († 8 octobre 2012).
  - Jacky Nardin, footballeur français († 5 février 2008).
- 14 septembre : Ed King, musicien américain († 22 août 2018).
- 16 septembre :
  - Paolo Brera, romancier, poète, essayiste, traducteur et journaliste italien († 21 février 2019).
  - Chrisye, chanteur et compositeur indonésien († 30 mars 2007).
  - Hildegard Puwak, femme politique roumaine († 25 mai 2018).
- 17 septembre :
  - Henadz Karpenka, homme politique et scientifique soviétique puis biélorusse († 6 avril 1999).
  - Alberto Magliozzi, photographe de mode italien.
- 18 septembre : 
  - Guennadi Komnatov, coureur cycliste soviétique († 19 mars 1979).
  - Javier Barrero, homme politique espagnol († 3 mai 2022).
- 19 septembre : 
  - Myriam Mézières, actrice, scénariste et chanteuse française.
  - Thierry Séchan, écrivain, journaliste et parolier français († 8 janvier 2019).
  - Patrick Volson, réalisateur français († 27 août 2016).
- 20 septembre : Sabine Azéma, actrice française.
- 21 septembre
  - Odilo Pedro Scherer, cardinal brésilien, archevêque de São Paulo.
  - Vernice Klier, coach de cinéma américaine.
- 23 septembre :
  - Kate O'Beirne, journaliste américaine († 23 avril 2017).
  - Quini, footballeur espagnol († 27 février 2018).
  - Bruce Springsteen, chanteur et auteur-compositeur américain.
- 24 septembre : Gérard Giroudon, acteur de théâtre, de télévision et de cinéma français.
- 25 septembre : 
  - Pedro Almodóvar, cinéaste espagnol.
  - Steve MacKay, saxophoniste et dessinateur de comics américain († 11 octobre 2015).
- 26 septembre : 
  - Bohuslav Matoušek, violoniste et altiste tchèque.
  - Ariel Zeitoun, réalisateur, scénariste et producteur français.
  - Eloy Inos,  homme politique américain († 28 décembre 2015).
- 29 septembre :
  - Daniel Bernard, footballeur français († 9 avril 2020).
  - Nicole Martin, chanteuse et productrice québécoise († 19 février 2019).
  - Wenceslao Selga Padilla, prêtre scheutiste et évêque catholique philippin  († 25 septembre 2018).
  - Peter Brett Walker, officier de la Royal Air Force avant de devenir lieutenant-gouverneur de Guernesey († 6 septembre 2015).
  - Joëlle Wintrebert, écrivaine française
- 30 septembre : 
  - Michel Tognini, spationaute français.
  - Chris Latta : acteur, humoriste et doubleur américain († 12 juin 1994).

## Octobre
- 1er octobre : 
  - Sacha Ketoff, peintre et designer franco-italien († 8 avril 2014).
  - Jean-Claude Skrela, joueur de rugby à XV français.
  - André Rieu, musicien et homme d'affaires néerlandais.
- 2 octobre :
  - Richard Hell, chanteur et bassiste américain des groupes de punk-rock Television, The Heartbreakers et The Voidoids.
  - Annie Leibovitz, photographe américaine, auteur de photos de stars du rock pour le magazine Rolling Stone.
- 3 octobre : 
  - Paulette Guinchard-Kunstler, femme politique française († 4 mars 2021).
  - Svika Pick, chanteur pop, auteur-compositeur et personnalité de la télévision israélien († 14 août 2022).
- 6 octobre :
  - Bobby Farrell, chanteur arubais du groupe disco Boney M († 30 décembre 2010).
  - Nicolas Peyrac, auteur-compositeur-interprète français.
- 7 octobre : 
  - Gabriel Yared, compositeur libanais.
  - Alice Walton, héritière de Sam Walton, fondateur de la chaîne américaine de supermarchés Walmart.
- 8 octobre : Sigourney Weaver, actrice américaine.
- 9 octobre :
  - Aline Hanson, femme politique française († 29 juin 2017).
  - Fan Chung, mathématicienne américaine.
  - Rod Temperton, auteur-compositeur et musicien anglais († 25 septembre 2016).
  - Evguenia Mikhaïlova, femme politique et philanthrope soviétique puis russe.
  - Manuel Marín, politicien espagnol († 4 décembre 2017).
- 11 octobre : Elana Dykewomon, militante lesbienne, auteure, éditrice et enseignante américaine († 7 août 2022).
- 12 octobre : 
  - Gurbax Malhi, homme politique canadien.
  - Ilich Ramírez Sánchez, terroriste vénézuélien.
- 13 octobre :
  - Peter Kern, acteur, scénariste, réalisateur et producteur autrichien († 26 août 2015).
  - Patrick Nève, coureur automobile belge († 12 mars 2017).
  - Marisol Malaret, mannequin portoricaine († 19 mars 2023).
- 14 octobre : Françoise Pascal, actrice d'origine mauricienne.
- 15 octobre :
  - Tanya Roberts, actrice américaine († 4 janvier 2021).
  - Harold Albrecht, politicien canadien.
  - Boualem Sansal, écrivain algérien francophone.
- 16 octobre : 
  - Francine Allard, romancière canadienne.
  - André Leon Talley, journaliste de mode américain († 18 janvier 2022).
- 17 octobre : Owen Arthur, homme politique Barbadian († 27 juillet 2020).
- 18 octobre : 
  - László Branikovits, footballeur hongrois († 16 octobre 2020).
  - Frédéric Lopez, raseteur français.
  - Wanaro N'Godrella, tennisman français d'origine kanak († 26 mai 2016).
- 20 octobre : Valeri Borzov, athlète russe.
- 21 octobre : 
  - Anne-Grete Strøm-Erichsen, femme politique norvégienne.
  - Manuel Marín, homme d'État espagnol († 4 décembre 2017).
  - Benyamin Netanyahou, homme d'État israélien et premier ministre depuis 2022.
- 22 octobre :
  - Stiv Bators, chanteur américain des groupes de rock The Dead Boys et The Lords of the New Church († 3 juin 1990).
  - Arsène Wenger, footballeur puis entraîneur français.
  - Ricardo Akinobu Yamauti, homme politique brésilien († 3 janvier 2021).
  - Yves-Marie Vérove, joueur puis entraîneur français de basket-ball († 6 juin 2022).
- 23 octobre :
  - Éric Lhote, footballeur français († 26 mars 2017).
  - René Metge, pilote automobile de rallye français.
- 25 octobre :
  - Jean-Pierre Bocquet-Appel, anthropologue français († 13 août 2018).
  - Victorine Dakouo, femme politique malienne.
  - Réjean Houle, joueur et administrateur de hockey sur glace québécois.
- 26 octobre : Alexandre Yudine, coureur cycliste soviétique († 1986).
- 27 octobre : Emanuel Barbara, prélat catholique maltais († 5 janvier 2018).
- 28 octobre : Tracy Reed, actrice américaine.
- 30 octobre : Jean-Marie Guéhenno, diplomate français.
- 31 octobre : 
  - Terrence W. Wilcutt, astronaute américain.
  - Jean Vassieux, joueur de hockey sur glace français († 29 décembre 2021).

## Novembre
- 1er novembre : Will Ackerman, guitariste allemand.
- 2 novembre : José Luis Viejo, coureur cycliste espagnol († 16 novembre 2014).
- 3 novembre : 
  - Eduardo Ferro Rodrigues, homme politique portugais.
  - Alexandre Gradski, chanteur d'opéra soviétique puis russe († 28 novembre 2021).
- 5 novembre : Armin Shimerman, acteur  américain.
- 6 novembre :
  - Henrique de Bragança, duc de Coimbra, Infant de Portugal († 14 février 2017).
  - Brad Davis, acteur américain († 8 septembre 1991).
  - Elwood Edwards, acteur de doublage américain († 5 novembre 2024).
  - Arturo Sandoval, trompettiste et pianiste jazz cubain.
- 7 novembre : Steven Stucky, compositeur américain († 14 février 2016).
- 9 novembre :
  - François Dermaut, dessinateur de bande dessinée français († 19 mars 2020).
  - Paola Senatore, actrice italienne.
- 10 novembre : Brad Ashford, homme politique américain († 19 avril 2022).
- 16 novembre : Michel Daerden, homme politique belge († 5 août 2012).
- 17 novembre : Michel Quint], écrivain français
- 20 novembre : 
  - Kenneth D. Cameron, astronaute américain.
  - Gilbert Lévy, comédien, voix off, doubleur et directeur artistique français.
- 21 novembre : Chaïm Nissim, militant écologiste, ingénieur et homme politique suisse († 11 avril 2017).
- 22 novembre : Jérôme Duhamel, journaliste et écrivain français († 8 avril 2015).
- 23 novembre : 
  - Gayl Jones, écrivaine afro-américaine.
  - Mariana Karr, actrice argentine († 31 juillet 2016).
- 24 novembre :
  - Pierre Buyoya, officier et homme d'État burundais († 17 décembre 2020).
  - Marc Louise, peintre, lithographe, illustrateur et sculpteur français († 18 février 2013).
  - Linda Tripp, fonctionnaire américaine († 8 avril 2020).
- 27 novembre : 
  - Nick Discepola, homme politique canadien provenant du Québec († 21 novembre 2012).
  - Yahia Gouasmi, homme politique franco-algérien († 22 juillet 2024).
- 28 novembre :
  - Joseph Ole Nkaissery, homme politique kényan († 8 juillet 2017).
  - Paul Shaffer, musicien et compositeur canadien et américain.
  - José Manuel de la Sota, homme politique argentin († 15 septembre 2018).
  - Corneliu Vadim Tudor, poète, journaliste et homme politique roumain († 14 septembre 2015).
- 29 novembre :
  - Yvon Labre, joueur de hockey sur glace canadien.
  - Stan Rogers, musicien folklorique et auteur-compositeur canadien († 2 juin 1983).
  - Garry Shandling, acteur, scénariste, producteur et réalisateur américain († 24 mars 2016).
- 30 novembre : 
  - Érick Bamy, chanteur français et ex-choriste de Johnny Hallyday pendant 30 ans († 27 novembre 2014).
  - Margaret Whitton, actrice américaine († 4 décembre 2016).

## Décembre
- 1er décembre : 
  - Pablo Escobar, trafiquant de cocaïne colombien, Baron de la drogue le plus riche au monde († 2 décembre 1993).
  - Sebastián Piñera, homme d'affaires et homme d'État chillien († 6 décembre 2024).
- 3 décembre : Heather Menzies, actrice canado-américaine († 24 décembre 2017).
- 4 décembre : 
  - Jeff Bridges, acteur, chanteur et producteur américain.
  - Pamela Stephenson, actrice et écrivaine néo-zélando-australienne.
- 5 décembre : Bruce E. Melnick, astronaute américain.
- 6 décembre : José Carlos Schwarz, poète et musicien de Guinée-Bissau († 27 mai 1977).
- 7 décembre : Tom Waits, chanteur américain.
- 8 décembre : Ray Shulman, musicien britannique († 30 mars 2023).
- 11 décembre : Peter Brixtofte, homme politique danois († 8 novembre 2016).
- 12 décembre : Marc Ravalomanana, ancien Président de la République de Madagascar.
- 13 décembre : Tarık Akan, acteur turc († 16 septembre 2016).
- 14 décembre :
  - Jean-Louis Danguillaume, coureur cycliste français († 1er mai 2009).
  - Cliff Williams, bassiste du groupe AC/DC.
- 15 décembre : Diego Rísquez, cinéaste vénézuélien († 13 janvier 2018).
- 17 décembre : Paul Rodgers, chanteur britannique.
- 18 décembre : Frédéric Lopez, raseteur français.
- 19 décembre :
  - Larry Bagnell, politicien.
  - Uffe Haagerup, mathématicien danois († 5 juillet 2015).
  - Lenny White, batteur de jazz américain.
- 20 décembre : Soumaïla Cissé, homme politique malien († 25 décembre 2020).
- 21 décembre : Thomas Sankara, homme d'État anti-impérialiste, panafricaniste et tiers-mondiste voltaïque puis burkinabé († 15 octobre 1987).
- 22 décembre : 
  - Maurice Gibb : auteur-compositeur-interprète britannique, membre du groupe Bee Gees († 12 janvier 2003).
  - Robin Gibb : auteur-compositeur-interprète britannique, membre du groupe Bee Gees († 20 mai 2012).
- 23 décembre :
  - Nicolás Brizuela, guitariste et arrangeur argentin († 28 mars 2020).
  - Jean-Noël Rey, homme politique suisse († 16 janvier 2016).
- 24 décembre : Ray Colcord, compositeur de musiques de films américain († 5 février 2016).
- 26 décembre : José Ramos-Horta, homme politique est-timorais, Premier ministre puis président de la République du Timor Oriental.
- 27 décembre : Johanes Maria Pujasumarta, évêque indonésien, archevêque de Semarang († 10 novembre 2015).
- 28 décembre : Gheorghe Berceanu, lutteur roumain († 30 août 2022).
- 29 décembre : Marlène Zarader, philosophe et universitaire française († 6 juin 2025).
- 30 décembre : Jim Flaherty, ministre des finances fédéral canadien († 10 avril 2014).
- 31 décembre : Jeffrey T. Richelson, chercheur et écrivain américain († 11 novembre 2017).

## Date précise inconnue
- Irja Auroora, soprano finlandaise.
- Xiaolan Bao, historienne birmano-américaine († 22 janvier 2006).
- Kassé Mady Diabaté, chanteur, musicien et griot malien († 24 mai 2018).
- Ganda Fadiga, griot soninké de nationalité malienne († 19 septembre 2009).
- Ibrahim Foukori, personnalité politique nigérienne.
- Shadia Abou Ghazalé, résistante palestinienne.
- James Wani Igga, personnalité politique soudanais puis sud-soudanais.
- Abdelaziz Mouride, militant d'extrême-gauche, auteur de bande dessinée, peintre, journaliste et enseignant marocain († 8 avril 2013).
- José Salcedo, monteur espagnol († 19 septembre 2017).
- Bakri Hassan Saleh, homme politique soudanais.
- André Van In, réalisateur de films documentaires français († 27 août 2022).
- Yasumasa Kanada, mathématicien japonais († 11 février 2020).

## Vers 1949
- Abdul Hakim Al-Taher, metteur en scène et acteur soudanais († 1er janvier 2021).
- James Siang'a, joueur  et entraîneur de football kényan († 9 septembre 2016).